# Lorenzia
Lorenzia, monotipski biljni rod iz porodice kozlačevki čiji je jedini predstavnik L. umbrosa, endem iz brazilske države Amapá.
To je rizomatski geofit i prvenstveno raste u vlažnim tropskim biomima. Rod i vrsta opisane su 2012.